# Ревињано (Асти)
Ревињано је насеље у Италији у округу Асти, региону Пијемонт.
Према процени из 2011. у насељу је живело 120 становника. Насеље се налази на надморској висини од 136 м.